# Läkarsprit

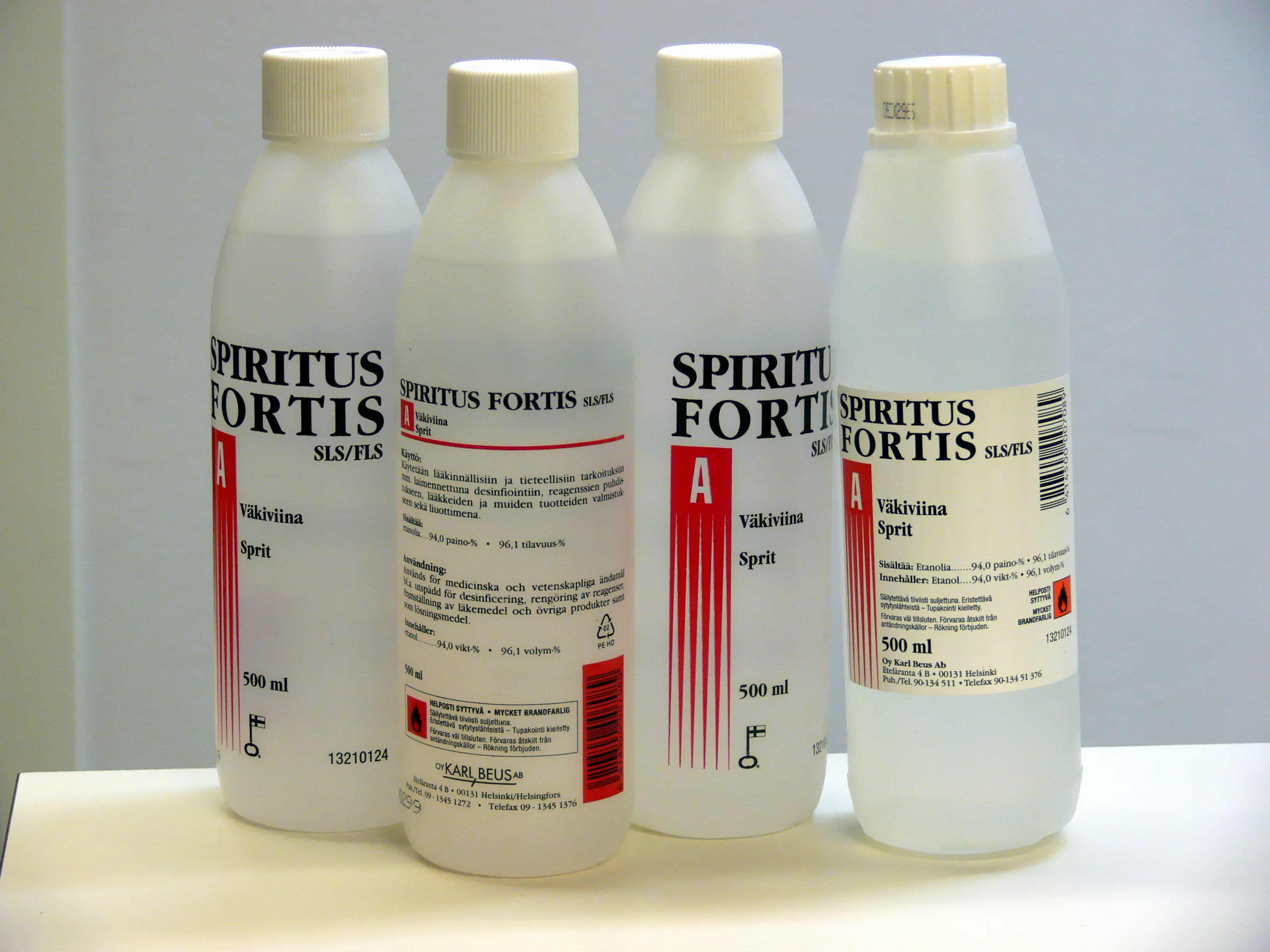
Finsk läkarsprit.

Läkarsprit, finsprit (latinska namnet: spiritus fortis) är kemiskt ren etanol av hög koncentration, 95,6 volymprocent är inte ovanligt. 
Resterande ca 4,4 volymprocent är vatten; av praktiska skäl är det svårt att framställa och förvara sprit av högre koncentrationer. Till skillnad från teknisk sprit får finsprit utöver detta inte innehålla några andra ämnen eller denatureringsmedel. Förpackas under namnet "finsprit" i bruna enliters glasflaskor med grön etikett, eller för större mängder i plastdunkar. Användningsområdena är desinfektion samt inom teknisk industri, särskilt inom optik och elektronik, till rengöring. För att köpa finsprit i Sverige krävs licens.
Det är olämpligt att dricka finsprit på grund av den höga koncentrationen. Spriten kan lätt överkonsumeras eftersom det behövs väldigt små mängder jämfört med vanlig 40 % etanol (vanlig koncentration i spritdrycker).